# Dante Hall
Damieon Dante Hall (Lufkin, 20 settembre 1978) è un ex giocatore di football americano statunitense che ha giocato nei ruoli di wide receiver e kick returner nella National Football League. È considerato uno dei più grandi specialisti sui ritorni della storia della NFL, venendo soprannominato "X-Factor" e "The Human Joystick". Fu scelto nel corso del quinto giro (153º assoluto) del Draft NFL 2000 dai Kansas City Chiefs. Al college giocò a football alla Texas A&M University.

## Carriera professionistica

### Kansas City Chiefs
Hall fu scelto nel corso del quinto giro del Draft 2000 dai Kansas City Chiefs. Debuttò come professionista il 24 settembre 2000 come kick/punt returner. In cinque gare ritornò 17 kickoff per 358 yard e sei punt per 37 yard.
Nel 2002, Hall segnò il suo primo touchdown nella NFL su una ricezione da 60 yard contro i New York Jets il 6 ottobre. Quell'anno Hall ritornò un 1 kickoff e 2 punt in touchdown, un record di franchigia quest'ultimo, venendo convocato per il suo primo Pro Bowl. Hall divenne solamente il secondo giocatore nella storia della NFL a ritornare un kickoff e un punt in touchdown nella stessa partita.
Nel 2003, Hall ritornò un kickoff o un punt in touchdown per quattro partite consecutive, un record NFL. Il momento più memorabile della stagione fu nella gara contro i Denver Broncos in cui cambiò direzione due volte per eludere l'intero special team avversario andando a segnare un touchdown dopo una corsa da 93 yard. Nella gara di playoff quell'anno contro gli Indianapolis Colts, Hall ritornò un altro kickoff in touchdown, portandolo a cinque quell'anno, cui si aggiunse un touchdown su ricezione. Fu nuovamente convocato per il Pro Bowl e inserito nel First-team All-Pro.
Nel 2004, Hall toccò otto volte il pallone per 242 yard contro i San Diego Chargers il 28 novembre 2004. Ritornò sei kickoff per 233 yard, incluso uno in touchdown con un record in carriera di 96 yard. Il 19 novembre 2004 ritornò il kickoff di apertura per 97-yard in touchdown. Questo lo rese il leader di tutti i tempi dei Chiefs per ritorni da kickoff in touchdown in carriera e per touchdown totali con gli special team. Quell'anno, Hall stabilì anche il record di franchigia stagione con 68 ritorni di kickoff per un record in carriera di 1.718 yard.
Con un touchdown su ritorno di kickoff contro i Philadelphia Eagles il 2 ottobre 2005, Dante raggiunse quattro giocatori, tra cui Ollie Matson e Gale Sayers, in testa alla classifica di tutti i tempi per il maggior numero di touchdown su ritorno da kickoff, sei. Quel record resistette fino a quando Joshua Cribbs lo superò nel 2009. Quello fu anche il suo decimo touchdown su ritorno complessivo in carriera, al terzo posto di tutti i tempi dietro Brian Mitchell (13) ed Eric Metcalf (12).

### St. Louis Rams
Nel 2007, Hall fu scambiato assieme a una scelta del terzo giro coi St. Louis Rams per le loro scelte del terzo e quinto giro del Draft NFL 2007. Hall raggiunse Metcalf il 30 settembre 2007 contro i Dallas Cowboys col dodicesimo touchdown su ritorno in carriera. Dopo la stagione 2008 i Rams decisero di non rinnovargli il contratto.

## Palmarès
- Convocazioni al Pro Bowl: 2

2002, 2003
- All-Pro: 2

2002, 2003
- Giocatore degli special team dell'anno: 1

2003
- Formazione ideale della NFL degli anni 2000
- Kansas City Chiefs Hall of Fame

## Statistiche
| Yard ricevute    | 1.747  |
| Yard su ritorno  | 12.397 |
| Touchdown totali | 21     |